# Monastère Saint-Jérôme de Cotalba

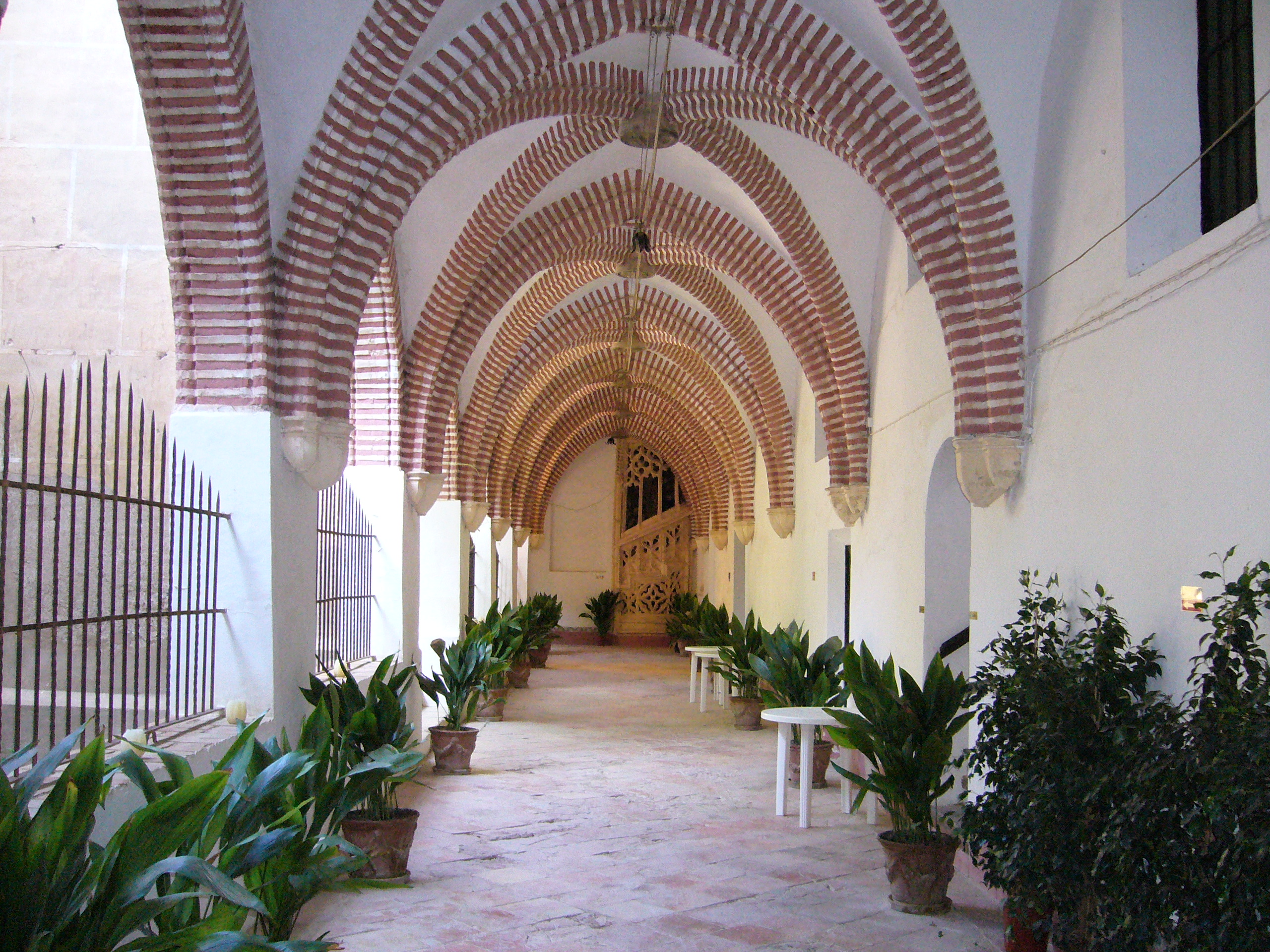
Le cloître. Architecture gothique-múdejar, XIVe siècle.

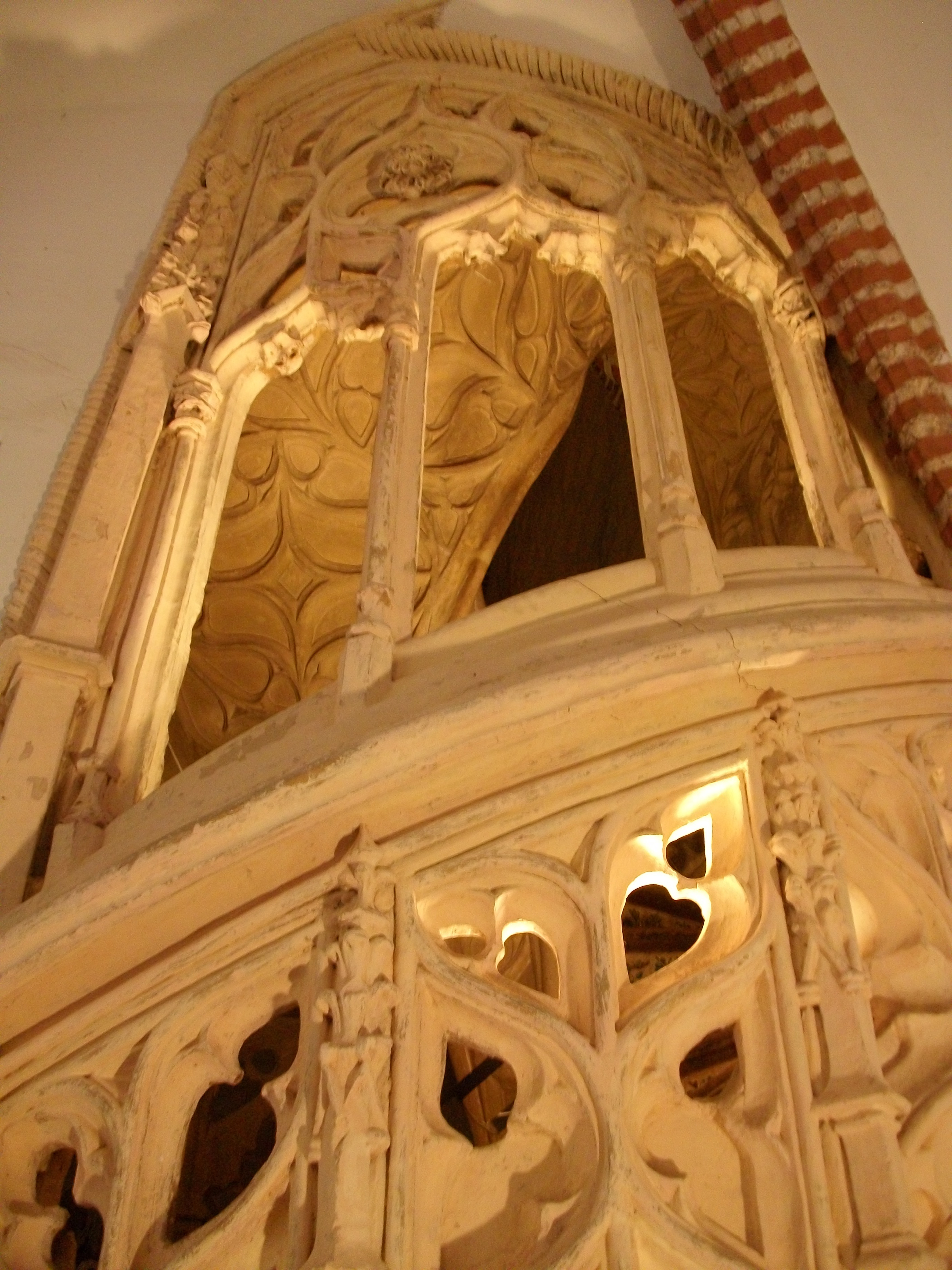
Escalier de style gothique valencien, œuvre de Pere Compte, XVe siècle.

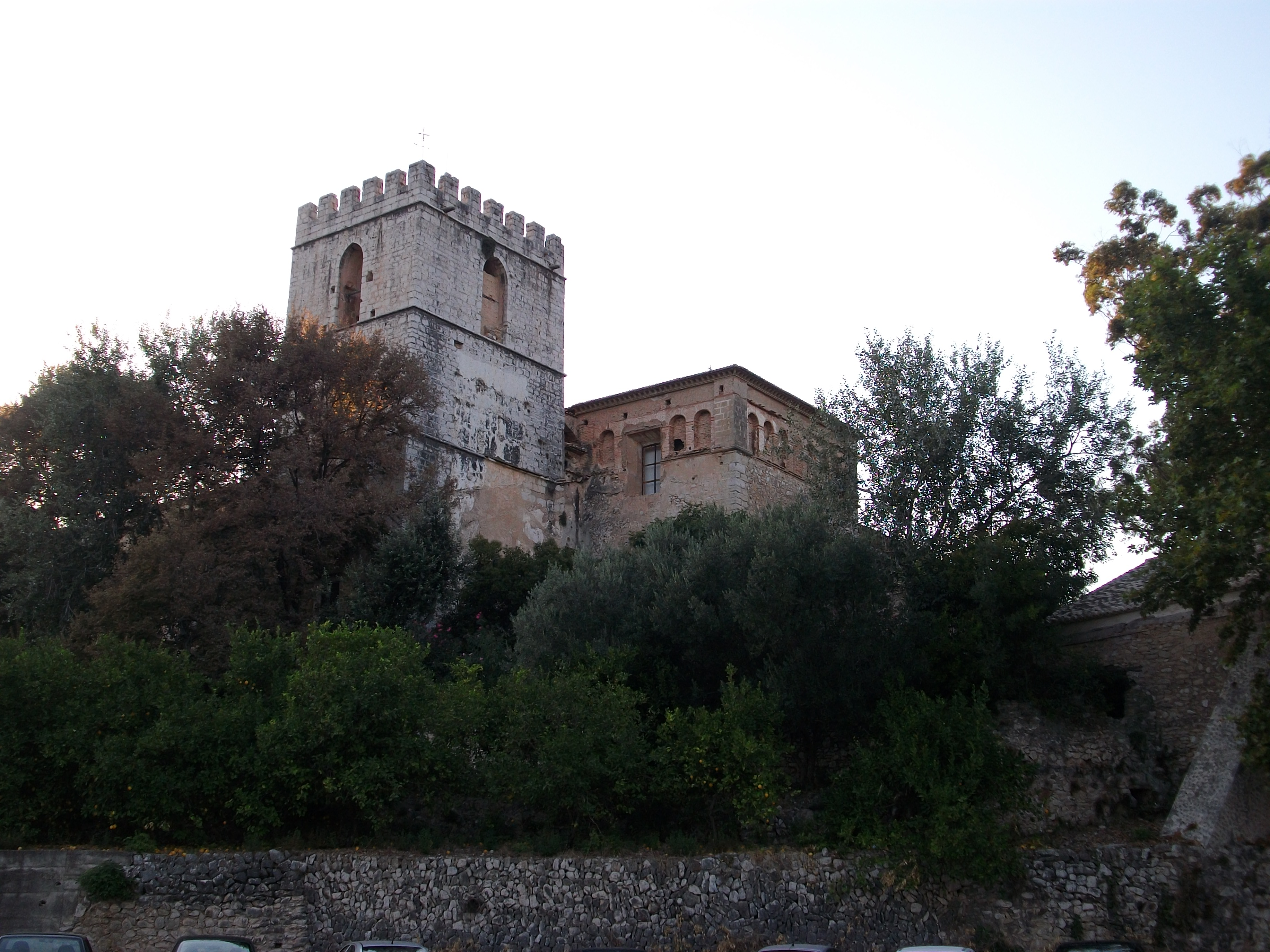
Tour des Campagnes du monastère, de style gothique valencien, XVe siècle.

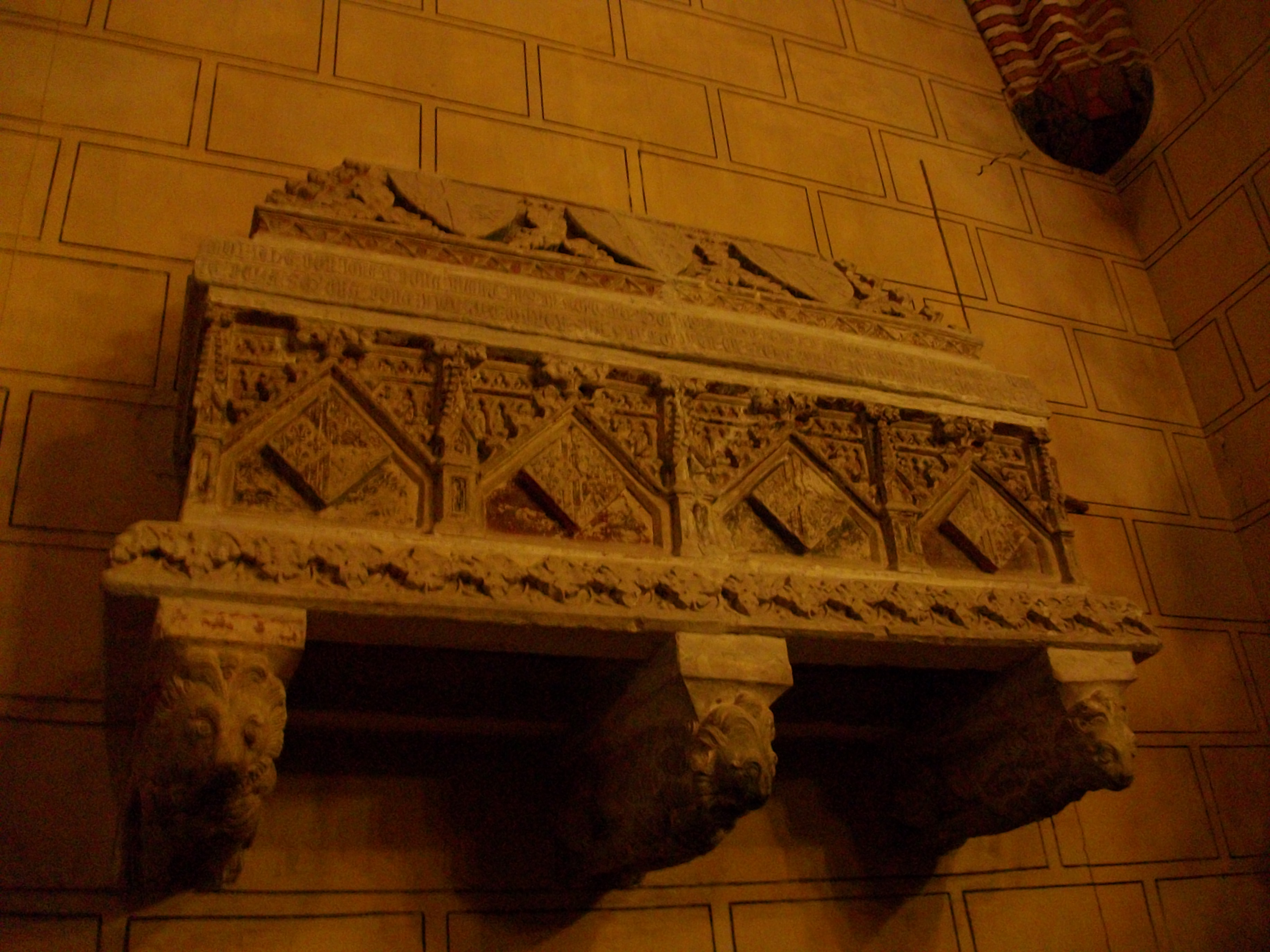
Sarcophage médiéval des enfants du duc Alphonse le Vieux, XIVe siècle.

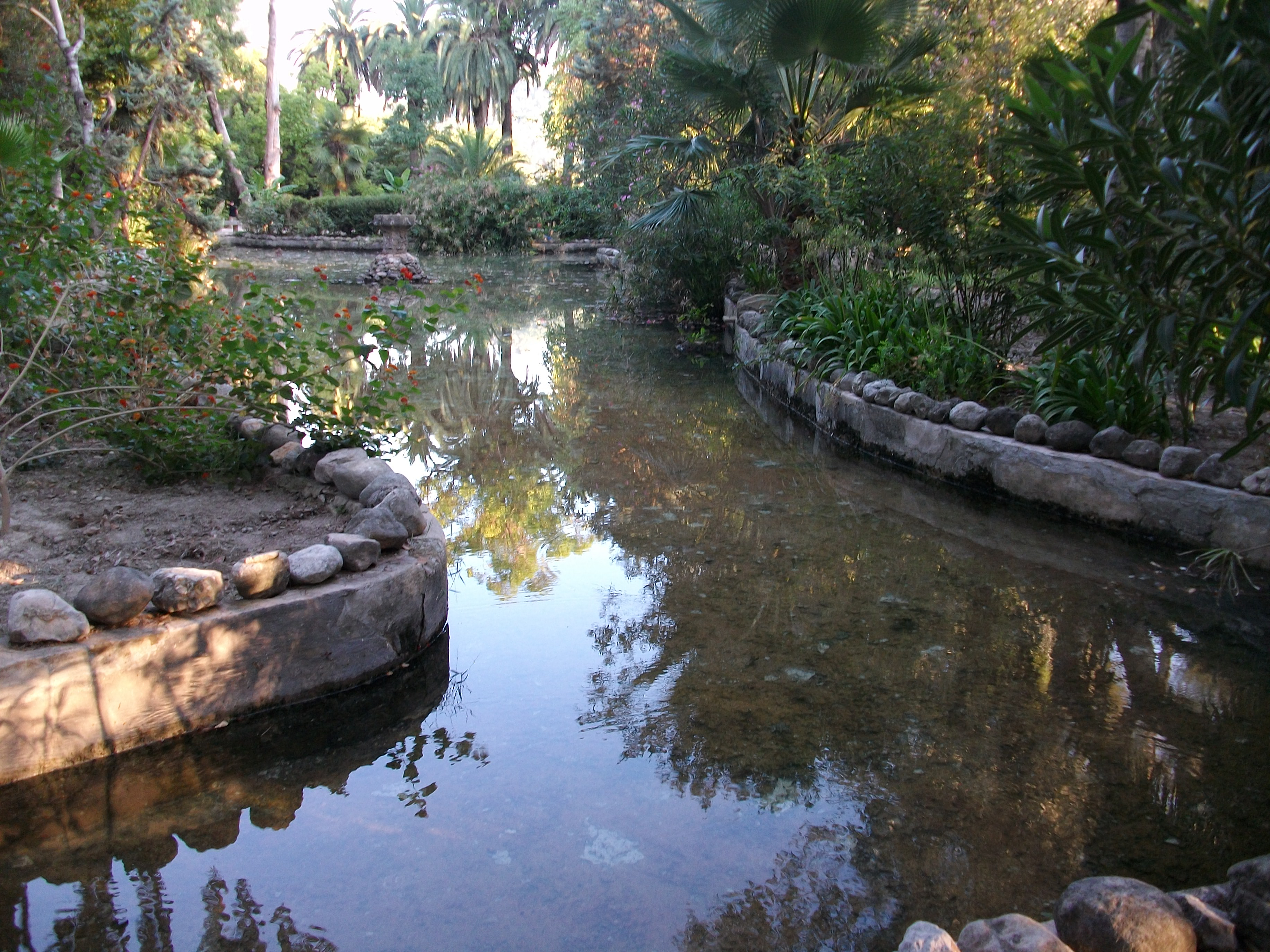
Le Jardin romantique.

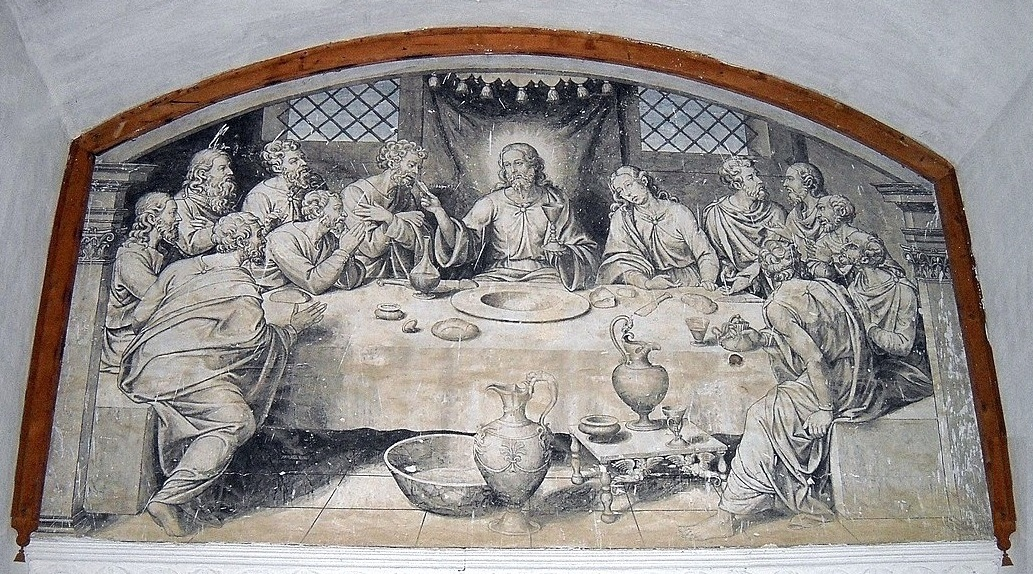
La Cène, Nicolás Borrás, XVIe siècle, Monastère Saint-Jérôme de Cotalba.

Le monastère de Saint-Jérôme de Cotalba (Sant Jeroni de Cotalba en valencien, San Jerónimo de Cotalba en castillan) est un bâtiment conventuel de style gothique valencien, múdejar, renaissance, baroque et néoclassique, bâti entre le XIVe et le XVIIIe siècle, qui se trouve sur le territoire communal d’Alfahuir, dans la province de Valence de la Communauté valencienne en Espagne.
Le monastère est situé à 8 km de Gandia, dans la vallée de la rivière Vernissa, dans la comarque de la Safor. Historiquement, il fait partie de l’ancien territoire du château de Palma, situé au sommet de la colline qui fait face au monastère. Il est actuellement sur le territoire de la commune d'Alfauir.

## Présentation
C'est une des constructions monastiques les plus remarquables de la Communauté valencienne. Le monastère a été fondé par le duc de Gandie, Alphonse d’Aragon et de Foix, dit « le Vieux », en 1388. Sont à remarquer le clocher, l’église, le jardin et l’aqueduc gothique.
Le monastère est une propriété privée et ouvert au public depuis 2005 en accord avec le ministère de la Culture. Ce monument, qui appartenait autrefois à l'ordre de Saint-Jérôme a été déclaré Bien d'Intérêt Culturel (BIC) en 1994, car il contient des éléments importants de múdejar, gothique valencien, renaissance, baroque et néoclassique.
L'histoire du monastère a ses origines à Xàbia (Javea). Là, quelques ermites habitaient dans des grottes aux XIIIe siècle et XIVe siècle. En se réunissant, ils demandent au Pape Grégoire XI l’autorisation d'en faire un monastère. Le duc de Gandia et Marquis de Dénia, Alphonse d'Aragon donne, en 1375, aux religieux, des terrains à Xàbia (Javea) pour le construire. En 1387 les moines sont enlevés par des pirates, et le duc de Gandia devra payer une importante rançon pour leur sauver la vie. Comme ils ont peur de retourner sur la côte, le duc Alphonse achète des terrains aux musulmans qui vivaient sur le site actuel du monastère, loin de la mer. La fondation du monastère a lieu en 1388. Le père, Pere March, et les deux épouses du poète médiéval valencien Ausiàs March sont enterrées dans le monastère.
Pendant les siècles suivants le monastère sera protégé par la famille Borgia et par l’intermédiaire des Rois Philippe II et Philippe III, comme la duchesse de Gandia, Maria Enriquez de Luna, veuve de Juan Borgia et belle-fille du pape Alexandre VI, qui effectue travaux d'agrandissement du monastère, comme le cloître supérieur de style gothique tardif ou la citerne médiévale du le Patio de l'Orange. Plus tard, également saint François de Borgia fréquenté le monastère et son épouse, Leonor de Castro, dame de confiance et amie intime de l'impératrice Isabelle de Portugal, passa ses derniers jours dans le monastère en convalescence de ses maux, où elle décéderait le 27 mars 1546.
Dans ce monastère a vécu un des grands peintres valenciens du XVIe siècle, le père Nicolás Borrás, disciple de Juan de Juanes. Il fut l'auteur du retable majeur de l'église, lequel se trouve au musée des Beaux-Arts de Valence. Il réalisa également plusieurs œuvres pour le monastère et d'autres commandes. Dans le monastère est conservée, dans le moulin à huile, anciennement réfectoire, une fresque qui représente la Cène.
La custode de le monastère réalisé par Antonio Sancho de Benevento en 1548 a été considéré comme un des meilleurs d'Espagne par les experts. Sa qualité et sa technique était comparable à la custode de la cathédrale Sainte-Marie de Tolède ou la cathédrale de Saint-Jacques-de-Compostelle, étant un des meilleurs exemples de l'orfèvrerie de la renaissance espagnole. A été exposée dans l'Exposition internationale de 1929 a Barcelone. Il a disparu au cours de la guerre civile espagnole.
Au XIXe siècle Saint-Jérôme de Cotalba a souffert du désamortissement de Mendizabal. Les moines quittèrent le monastère le 6 août 1835. En 1843 il fut acquis par la famille Trenor, qui le possède encore aujourd'hui. Le monastère et son environnement ont été déclarés Bien d'Intérêt Culturel (BIC) en 1994, et les portes furent ouvertes au public en 2005.
Les visiteurs peuvent admirer la cour d'entrée, avec la tour gothique, la cour de l'orange, le cloître mudéjar, la vieille église avec sa chapelle baroque, l'ancien chapitre décoré d'un tableau de la Vierge de la Santé, de l'atelier du Père Nicolás Borrás (La Cène, école Juan de Juanes), les écuries, l'ancienne cuisine des moines, ainsi que les jardins romantiques et l'aqueduc gothique.
Le jardin romantique du début du XXe siècle est inspiré du style de l'architecte paysagiste français Jean Claude Nicolas Forestier.

## Architecture
- Le portique d'entrée du monastère est simple. Il est divisé en deux volumes. Dans la partie inférieure, un retable céramique représente saint Jérôme écrivant la Vulgate et, à ses pieds, un lion et la barrette cardinalice. Dans la partie supérieure se trouve l'écu de pierre du protecteur, Alphonse d’Aragon : on y voit la Couronne Royale, les barres de la Couronne d’Aragon, la fleur de Lys, le lion et une aile d'aigle avec une épée.

- Le village mauresque : à l'entrée, après le porche, on voit sur la droite le village mauresque préexistant. C'est la construction la plus ancienne qui subsiste du bâtiment. Ici habitaient les musulmans de Cotalba. Les religieux y vécurent jusqu’à l'inauguration du monastère. On peut y voir une tour de forme quadrangulaire, similaire à celle que l'on peut trouver à Alfauir. Les maisons à côté de la tour ont été construites il y a deux siècles.

- La tour Majeure : de forme rectangulaire, elle est adossée à l'église, à côté de la place. Édifiée en pierre de taille, elle a quatre corps et elle se termine par des créneaux. Dans le corps supérieur se trouvait la cloche, entourée de quatre arcs ogivaux. Au mur, une plaque commémorative fait référence à l'année d'inauguration (1388) et au protecteur le duc Alphonse d’Aragon. L'écriture est en lettres gothiques et en ancien Valencien.

- La façade principale : on remarque les deux tours, la Tour Majeur et la Tour du Prieur. La façade a trois étages, plus la chambre supérieure. Deux portes donnent accès au monastère (avec l’écu du fondateur) et à l'église (elle est située sous le porche, construit au XVIIIe siècle pour renforcer les murs). Les deux portes ont des arcs ogivaux de style gothique. Les balcons sont du XVIIIe siècle avec céramique valencienne. Au-dessus de la porte de l'église était placée une statue de la Vierge, aujourd'hui disparue.

- L'église: l'église primitive était de style gothique ; avec arcs ogivaux, mais au XVIIIe siècle elle fut réformée, adoptant l'actuelle apparence baroque. Elle est de forme rectangulaire avec une seule nef centrale, avec le presbytère et le chœur élevé au chevet de l'église. Dans le presbytère, par deux entrées on accède au Transagrario, qui présente une forme quadrangulaire et est couvert par une coupole à lanterne, de décoration baroque à motifs végétaux. Le pavement est fait de faïence de Valence du XVIIIe siècle. L'église renfermait de nombreuses pièces d'art qui furent transférés au musée San Pio V, à Valence après le désamortissement de Mendizabal en 1835. Pendant cette période l'église était utilisée comme magasin et cellier ; c'est pour cela que les arcs d'entrée à l'église sont coupés afin de pouvoir faire entrer les charrettes.

- Le cloître est l'axe central autour duquel se distribuent les pièces du monastère. Il comprend quatre galeries et deux étages. On peut voir les différentes étapes de la construction. Le cloître bas fut construit entre les XIVe siècle et XVe siècle, et les galeries du dessus entre le XVe siècle et le XVIIIe siècle. Il y a sept voûtes d'architecture gothique et deux supplémentaires dans les angles. Les matériaux de construction (brique rouge et mortier) font du cloître inférieur de Saint Jérôme de Cotalba un exemple unique d'architecture gothique múdejar, avec des réminiscences de la mosquée de Cordoue. Au coin sud-ouest, un escalier tournant construit au XVIe siècle (gothique flamboyant) mène de la salle capitulaire au cloître supérieur. Aux angles du cloître se trouvaient les 4 Saisons, des tableaux à sujets religieux peints par Nicolás Borrás.

- La salle capitulaire : dans l'aile Est du monastère, on accède à la calle capitulaire, actuellement la Chapelle de la Vierge de la Santé. Ici, les religieux se rassemblaient pour lire et traiter des sujets importants du quotidien. Elle a une structure quadrangulaire, avec des arcs ogivaux, identiques à ceux du cloître. On situe donc sa date de construction au XVe siècle. Au XIXe siècle, la famille propriétaire fera édifier un autel néo-gothique avec une réplique de la Vierge de la Santé (l'originale se trouve à Rótova). De grand intérêt est le sarcophage médiéval de pierre, où se trouveraient les dépouilles des fils d'Alphonse d'Aragon, Don Juan et Doña Blanca.

- Moulin à huile : cette salle était à l'origine divisée en trois espaces : l'infirmerie, l'oratoire et le réfectoire. On peut voir un arc qui divisait l'espace d'origine. Sur le mur on peut contempler la Cène de Nicolás Borrás. La salle a été transformée en moulin à huile pendant la dernière période d'occupation par les moines. Afin de garder l'huile, ils fabriquaient de grandes jarres. A l'étage supérieur se trouvaient les cellules des moines.

- Extérieur du cloître : au cloître supérieur on peut apprécier les différentes étapes de la construction. Le matériau employé dans la décoration gothique est la pierre et la fermeture de la galerie est constituée d'arcs à double fenêtre. Au Sud se situe la galerie la plus ancienne, du XVe siècle, et à l'Est se trouve la plus intéressante, commandée au XVIe siècle par la duchesse de Gandia, Maria Enriquez de Luna. Les galeries Nord et Ouest sont des XVIIe siècle et XVIIIe siècle, et on y trouve, de nos jours, les dépendances privées des comtes de Trenor. Les quatre galeries s'ouvrent sur le chœur central où l'on peut voir une citerne commandée par Maria Enriquez au XVIe siècle.

- Jardin romantique : dans la partie ouest la Famille Trenor commanda un jardin romantique inspiré de ceux dessinés par Jean Claude Nicolas Forestier au début du XXe siècle. On accède au jardin depuis la place, en passant par le réservoir d'eau. Le jardin recèle une grande variété d'arbres et plantes non autochtones. Un bassin reçoit l'eau d'une cascade adossée à l'aqueduc. Ce dernier délimite le jardin.

- L'aqueduc gothique a été construit au XVe siècle pour approvisionner le monastère en eau malgré la distance de 5 km entre la source de la Batlamala et le monastère. L'aqueduc est divisé en deux niveaux. Il a été réalisé en brique et avec des arcs ogivaux.

## Visites
Quelques dépendances sont privées mais on peut visiter la majorité du monastère. Pour préparer les visites il convient de consulter les horaires actualisés de visites sur le site web du monastère.